# Copa Antel 2012
La Copa Antel, denominada Campeonato Internacional de Verano - Copa Comunicaciones Antel, fue un torneo amistoso de fútbol que se disputó en su totalidad en el Estadio Centenario de Montevideo, Uruguay, en los días 19 y 21 de enero de 2012.
El torneo fue organizado por la empresa Tenfield, y contó con el patrocinio de la empresa estatal Antel, la cual además también patrocinaba en su camiseta a los dos equipos grandes del país. Formaba parte del calendario veraniego 2012 de campeonatos amistosos, conjuntamente con la Copa Bimbo y la Copa Suat; además para este verano la AUF también organizó el Torneo Preparación.
Como ya es tradicional en el verano uruguayo, el torneo tiene un sistema de disputa de 4 equipos, con el clásico del fútbol uruguayo como una de las dos semifinales y otros dos equipos extranjeros enfrentándose en la otra semifinal, disputándose los partidos por el tercer puesto y la final del torneo dos días después.
En la segunda edición de la Copa Antel, participaron los siguientes equipos:
- Libertad
- Nacional
- Olimpia
- Peñarol

El campeón fue el Olimpia paraguayo, que derrotó en la final a Nacional por 2 a 0.

## Resultados
|  | Semifinales       | Semifinales       |   |                   | Final             | Final |  |
|  |                   |                   |   |                   |                   |       |  |
|  |                   |                   |   |                   |                   |       |  |
|  | 19 De enero 20.00 |                   |   |                   |                   |       |  |
|  | Olimpia           | 1                 |   |                   |                   |       |  |
|  | Libertad          | 0                 |   |                   |                   |       |  |
|  |                   |                   |   |                   |                   |       |  |
|  |                   |                   |   |                   | 21 De enero 21.00 |       |  |
|  |                   |                   |   |                   | Olimpia           | 2     |  |
|  |                   | Nacional          | 0 |                   |                   |       |  |
|  |                   |                   |   |                   |                   |       |  |
|  |                   |                   |   |                   |                   |       |  |
|  |                   |                   |   |                   | Tercer puesto     |       |  |
|  | 19 De enero 22.10 | 19 De enero 22.10 |   | 21 De enero 19.00 | 21 De enero 19.00 |       |  |
|  | Nacional          | 1                 |   | Libertad          | 2                 |       |  |
|  | Peñarol           | 0                 |   |                   | Peñarol           | 2     |  |